# Amaranthus cruentus
Espèce
Classification phylogénétique
L’Amarante étalée, Amarante couleur de sang, Amarante rouge, Amarante paniculée, Amarante sanglante, Épinard du Soudan ou Queue de renard (Amaranthus cruentus L.) est une espèce de plante herbacée de la famille des Amaranthacées ou des Chénopodiacées selon la classification classique de Cronquist (1981).

## Description
Organes reproducteurs
La floraison a lieu de juin à septembre. 
La couleur dominante des fleurs est le rose.
Inflorescence : épi simple
Sexualité : hermaphrodite
Graine
Dissémination : épizoochore

## Habitat et répartition
Habitat type : tonsures annuelles acidophiles, européennes
L'espèce est originaire d'Amérique tropicale. Elle a été introduite dans tout le bassin méditerranéen.

## Utilisation
C'est une plante ornementale.
Cette plante est comestible, elle était sacrée pour les Aztèques, Incas et Mayas qui en consommaient les graines et les feuilles.
On en tire également un colorant alimentaire, le « rouge amarante » (E123).

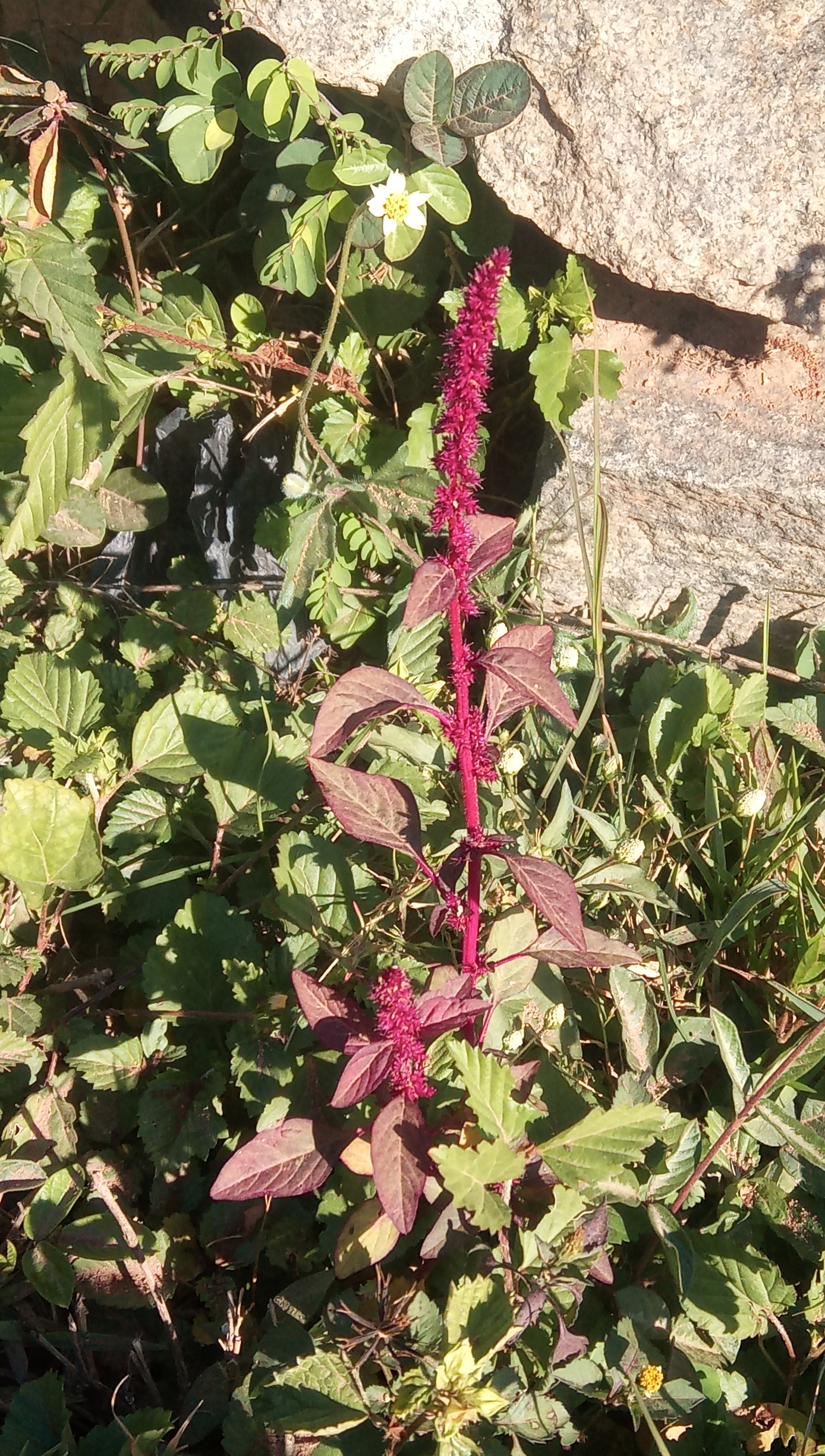
Jeune pied d'amarante rouge, à Madagascar
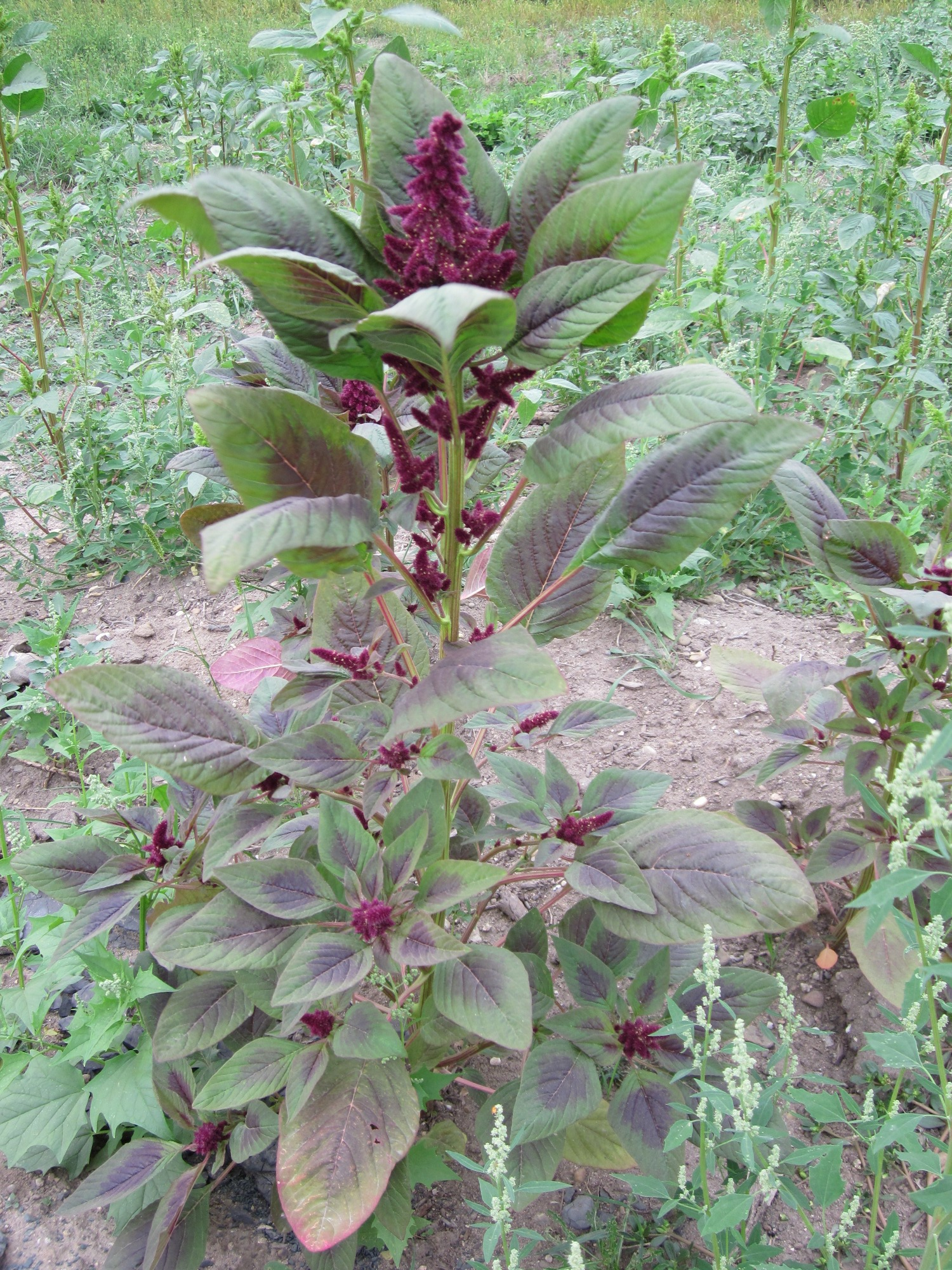
La plante
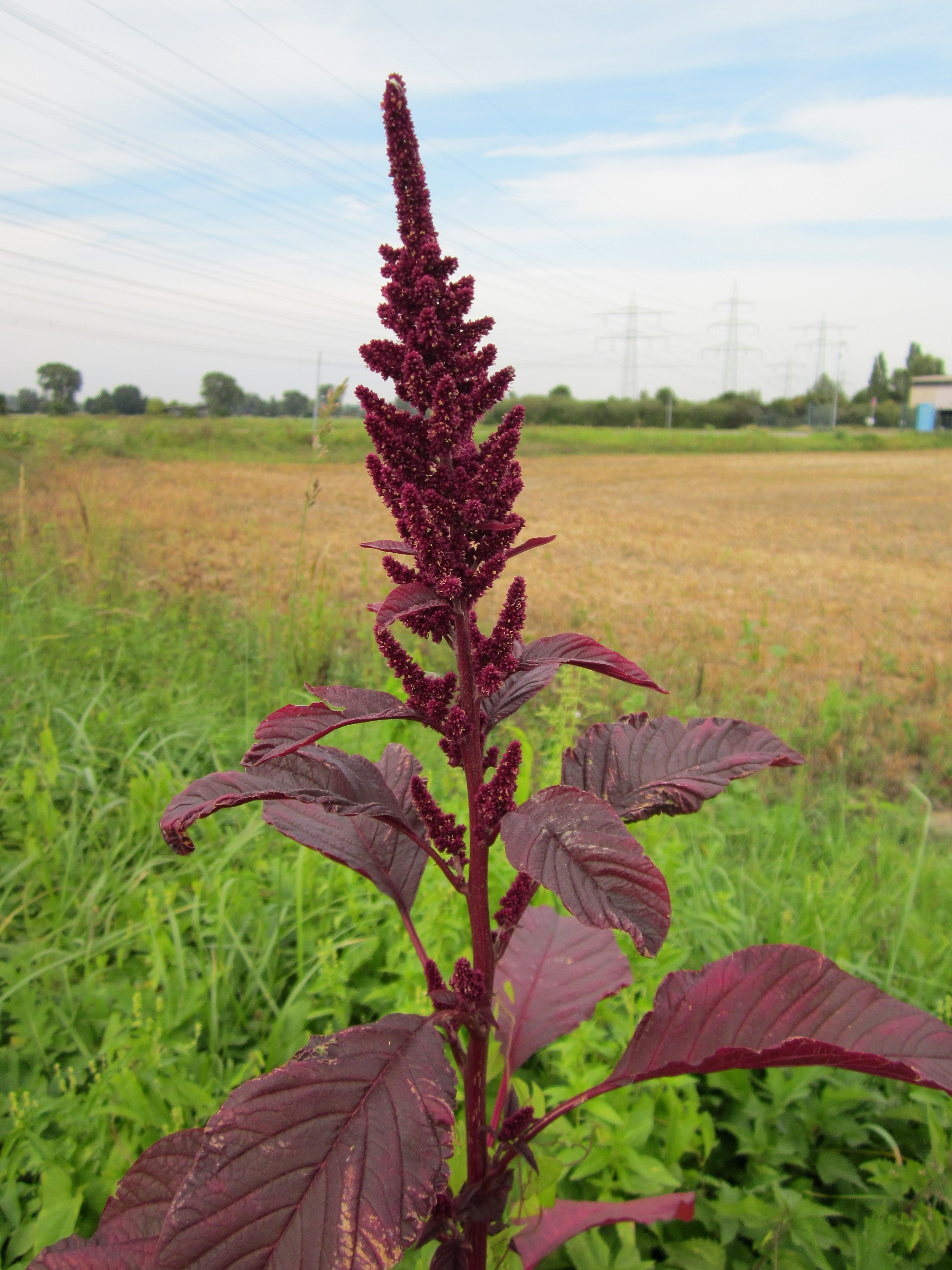
De plus près
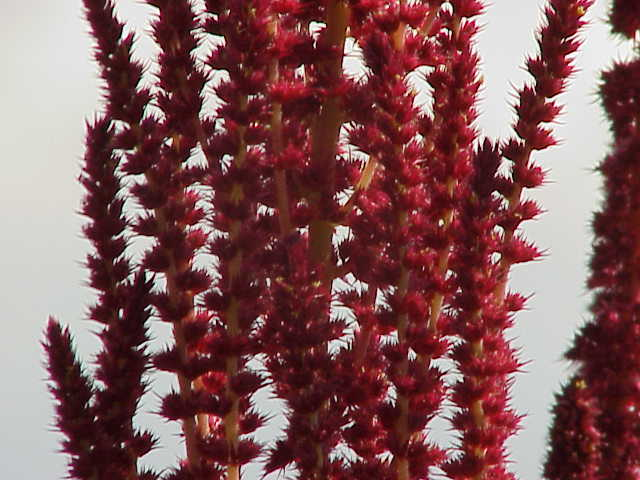
gros plan sur une inflorescence
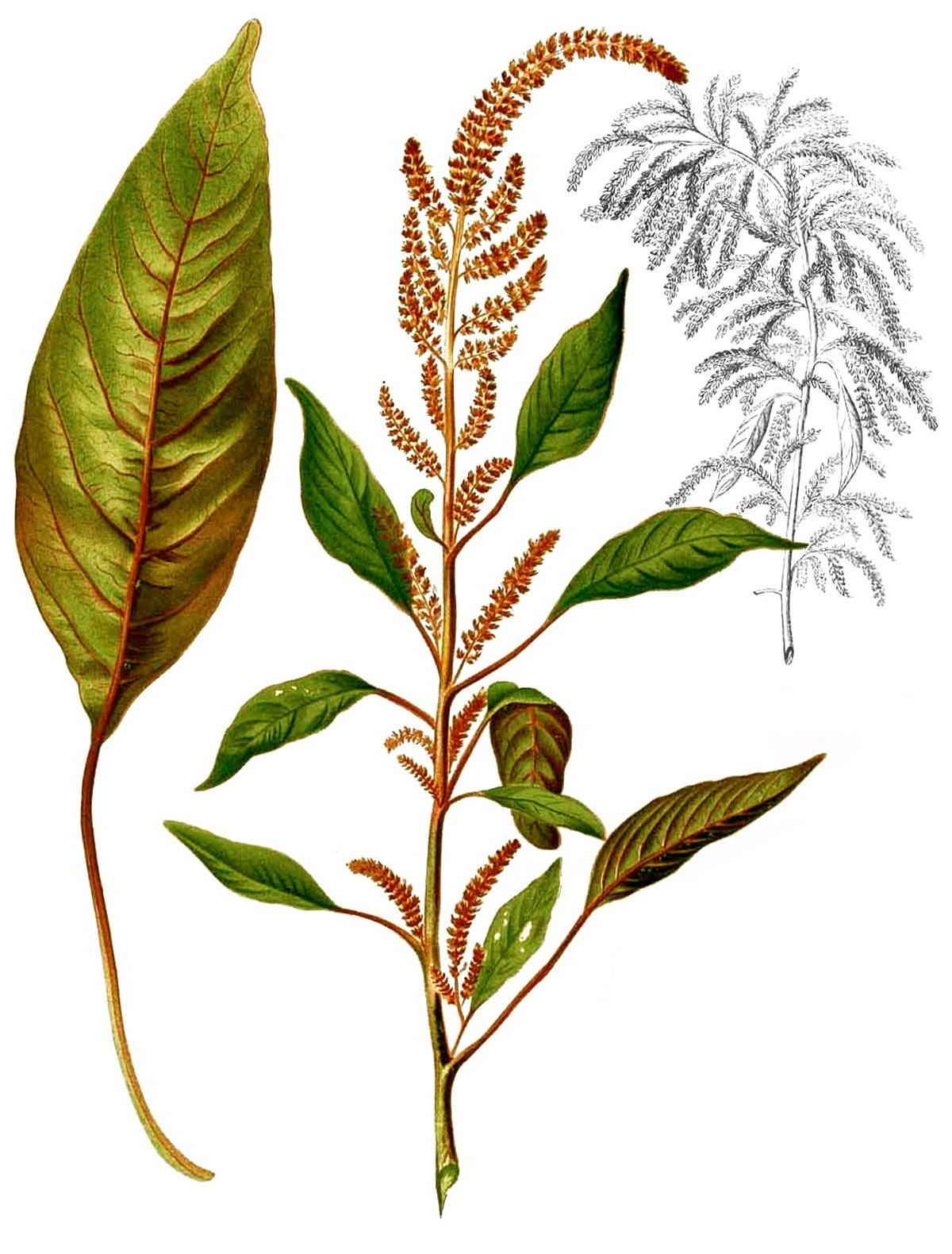
Dessin naturaliste
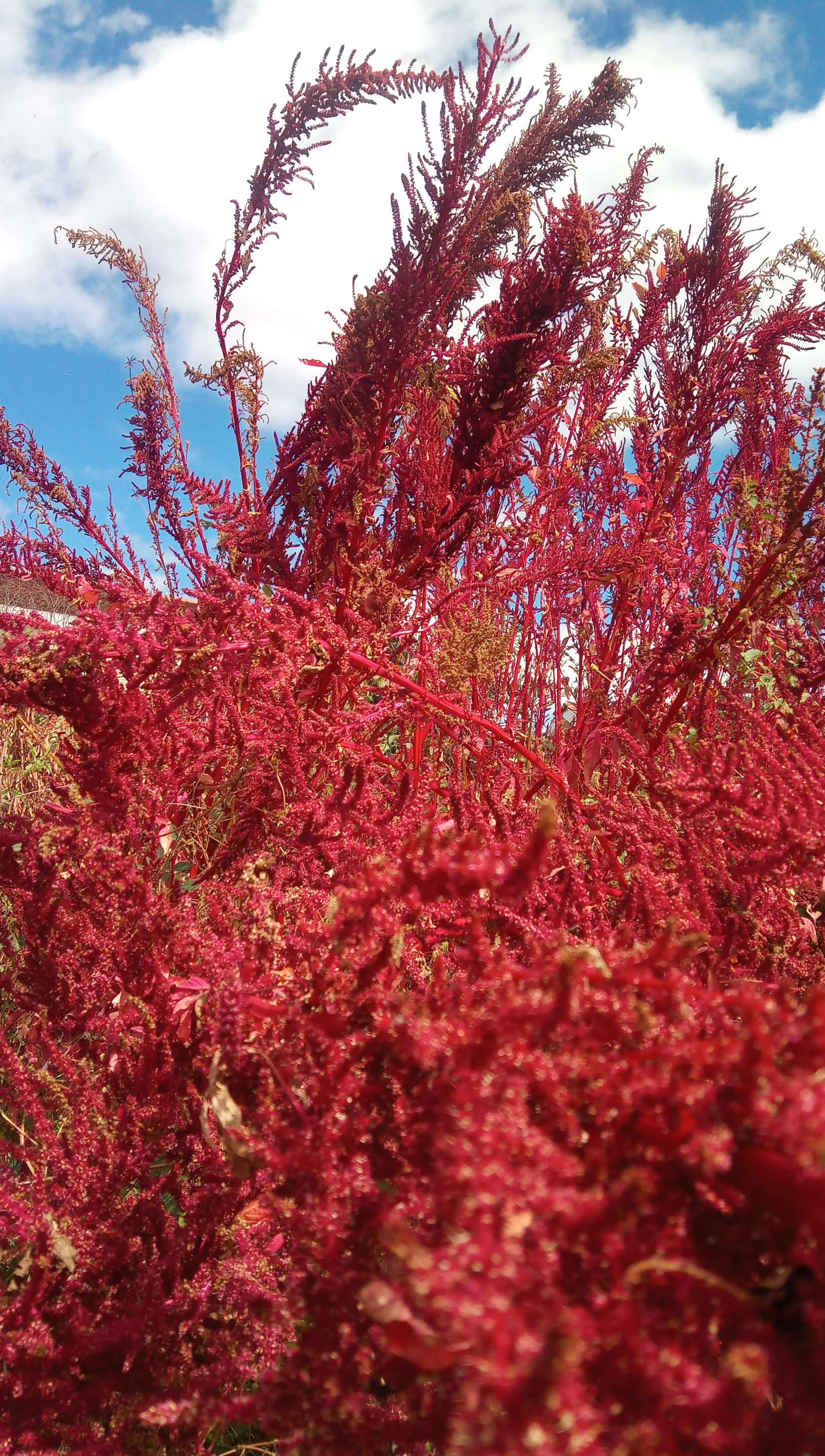
Amarante rouge à maturité, à Madagascar